# Nicolae Negrilă
Nicolae Negrilă (ur. 23 lipca 1954 w Gigherze) – rumuński piłkarz występujący na pozycji obrońcy.

## Kariera klubowa
Negrilă zawodową karierę rozpoczynał w 1973 roku w Universitatei Craiova. Jej barwy reprezentował przez 15 lat. W tym czasie zdobył z zespołem trzy mistrzostwa Rumunii (1974, 1980, 1981), cztery Puchary Rumunii (1977, 1978, 1981, 1983), a także wywalczył dwa wicemistrzostwa Rumunii (1982, 1983). Dla Universitatei zagrał 352 razy i zdobył 15 bramek. W 1988 roku odszedł do Jiulu Petroszany, gdzie w 1989 roku zakończył karierę.

## Kariera reprezentacyjna
W reprezentacji Rumunii Negrilă zadebiutował 27 sierpnia 1980 roku w wygranym 4:1 towarzyskim meczu z Jugosławią. W 1984 roku został powołany do kadry na Mistrzostwa Europy. Zagrał tam w pojedynku z Portugalią (0:1). Z tamtego turnieju Rumunia odpadła po fazie grupowej. W latach 1980–1987 w drużynie narodowej Negrilă rozegrał w sumie 28 spotkań i zdobył 1 bramkę.